# 富雄丸山古墳
富雄丸山古墳（とみおまるやまこふん）は、奈良県奈良市丸山にある古墳。形状は円墳。史跡指定はされていない。出土品は国の重要文化財に指定されている。
円墳としては全国で最大規模の古墳で、4世紀後半（古墳時代前期後半）頃の築造と推定される。

## 概要

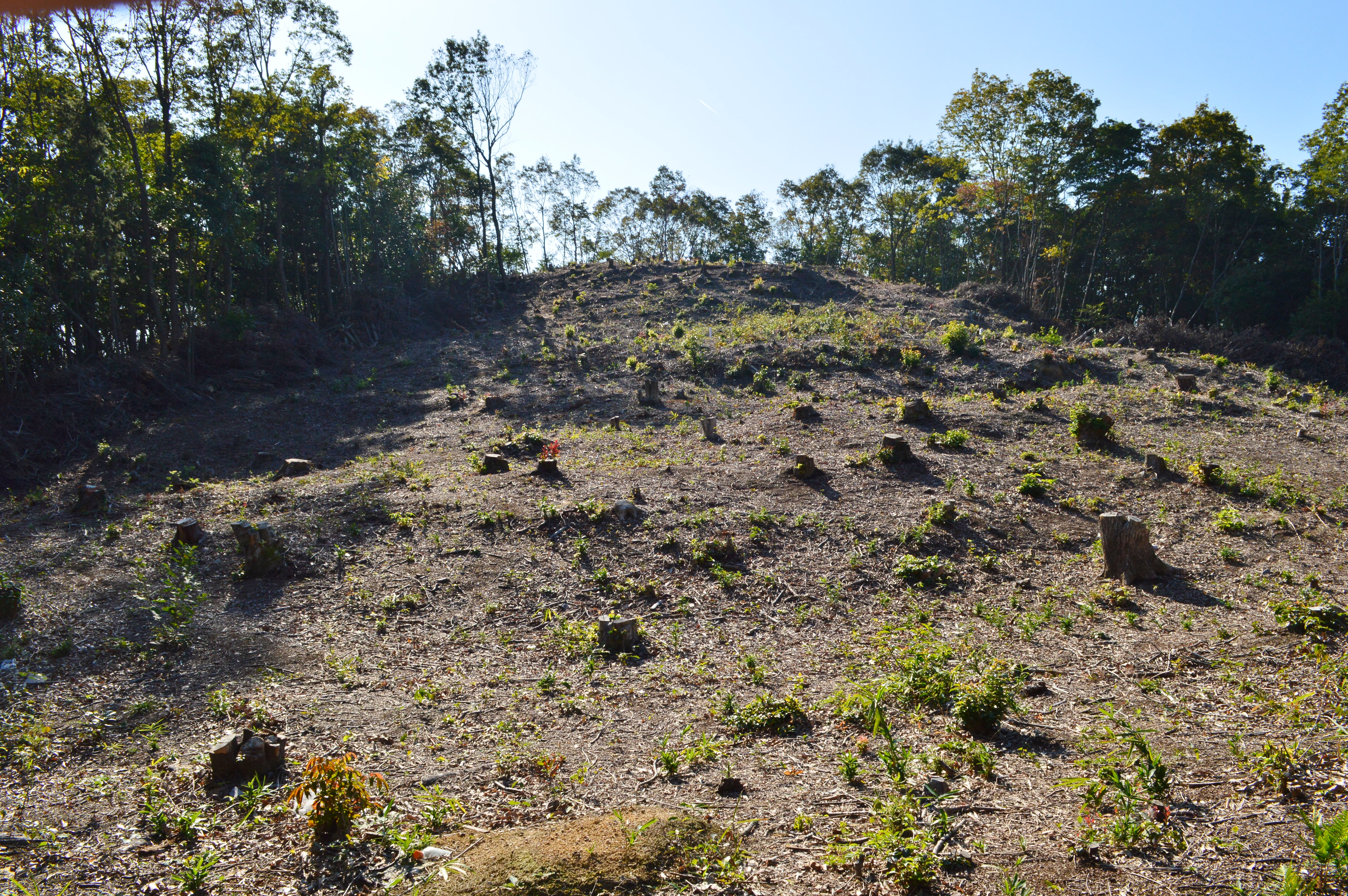
墳丘北東部
（2018年11月時点）

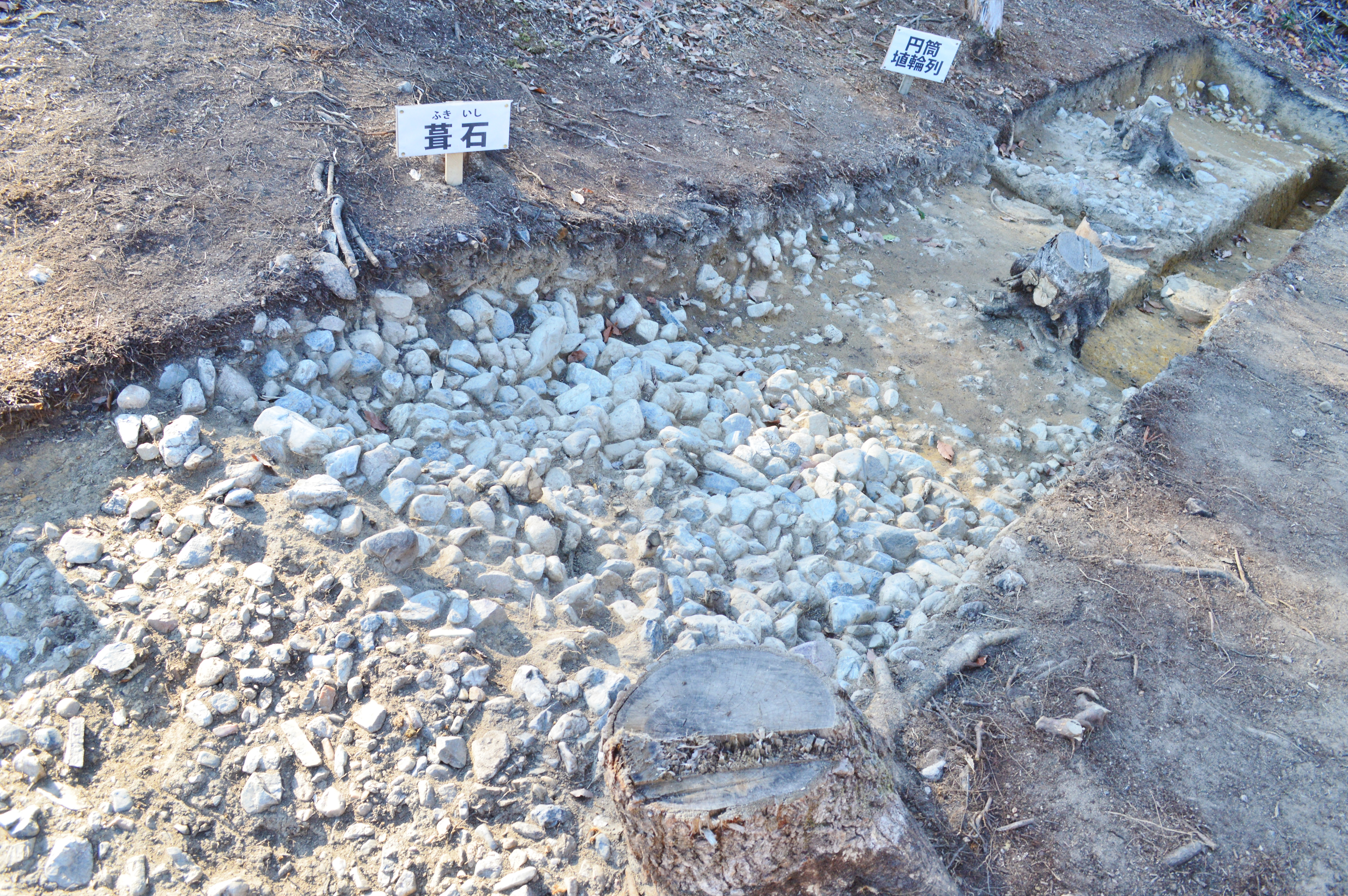
墳丘の葺石・円筒埴輪列
（2019年1月調査時）

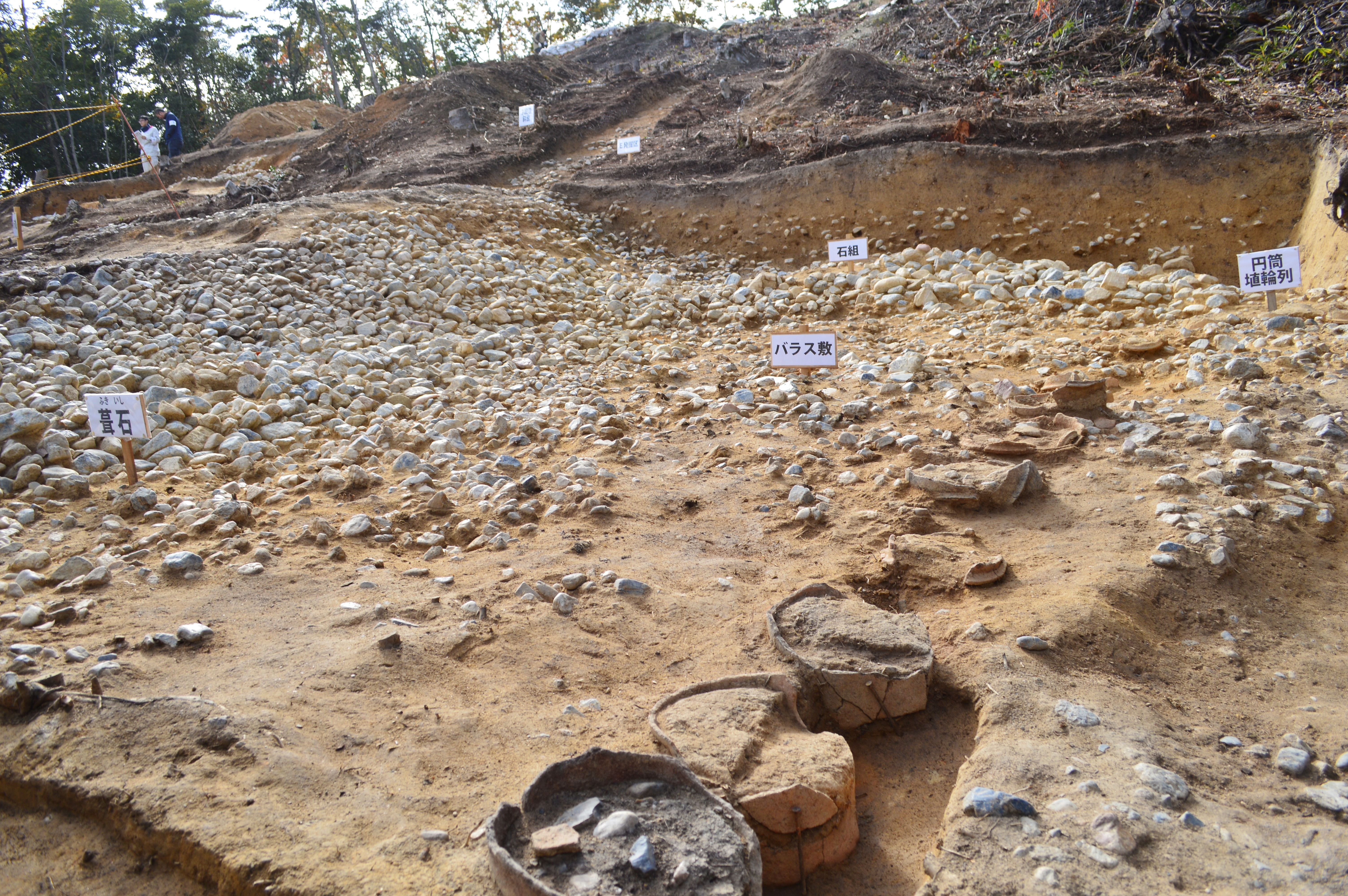
造出北側の葺石・円筒埴輪列
（2019年11月調査時）

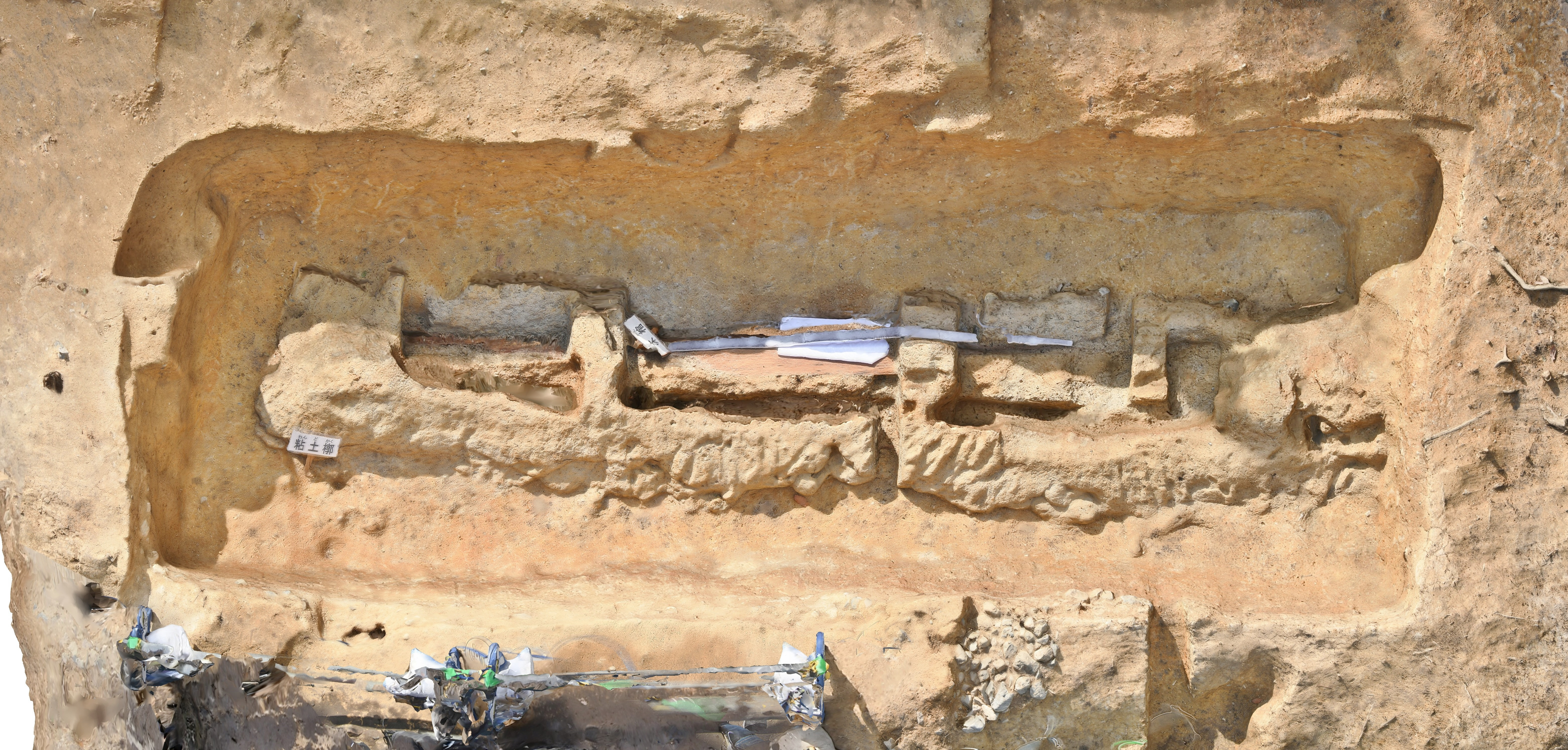
造出墓壙・粘土槨
（2023年1月時点）

奈良盆地北部、奈良市街地から西方の富雄川右岸に築造された大型円墳である。明治期に盗掘を受けたのち、1972年（昭和47年）の団地造成の際に発掘調査が実施されたほか、2017年度（平成29年度）から奈良市教育委員会により史跡整備に向けた調査が実施されている。
墳形は円形で、直径109メートルを測り、円墳としては全国で最大規模になる。墳丘は3段築成。墳丘外表では葺石・埴輪片が検出されているほか、墳丘北東側には造出を有する。墳丘中央の埋葬施設は粘土槨で、内部には割竹形木棺（推定長6.9メートル弱）が据えられたと見られる。出土品には、伝出土品として石製品・鍬形石・合子・管玉・銅製品など（京都国立博物館所蔵）や、同じく伝出土品として三角縁神獣鏡3面（天理大学附属天理参考館所蔵）が知られるほか、発掘調査出土品として武器類・鉄製品類・巴形銅器・形象埴輪がある。なお、発掘調査出土品のうち鍬形石片は、京都国立博物館所蔵の鍬形石と一致することが認められている。築造時期は古墳時代前期後半の4世紀後半頃と推定される。
京都国立博物館所蔵の伝出土品は1957年（昭和32年）に国の重要文化財に指定されている。なお、北東側には小古墳の丸山2号墳・丸山3号墳の築造も認められており、丸山古墳と合わせて現状保存されている。
また、史跡整備調査のうち、国史跡指定を目指すため2018年度（平成30年度）より発掘調査が行われた。2022年（令和4年）10月、墳丘と同じく3段築成の造出から粘土槨の埋葬施設が新たに見つかった。粘土槨は全長約6.4メートル、幅約1.2メートル。内部に木棺が確認され翌月から発掘を開始、2023年（令和5年）1月にその成果が公表された。木棺を覆った粘土層から過去最大の蛇行剣、その下層から今までに例を見ない盾形銅鏡が出土し、「古墳時代の工芸の最高傑作」との評価も受ける大きな発見となった。
鼉龍文盾形銅鏡の文様は奈良市によって商標登録されており、使用料を支払うことで利用することができる。

## 歴史
- 明治期、盗掘により副葬品多数の出土。
- 1957年（昭和32年）2月19日、伝出土品が国の重要文化財に指定[4]。
- 1972年（昭和47年）、墳丘測量調査および墳頂部埋葬施設の発掘調査（奈良県立橿原考古学研究所）[3]。
- 1982年（昭和57年）、墳丘一部の追加調査[3]。
- 2017年（平成29年）度、航空3次元測量調査（奈良市教育委員会文化財課埋蔵文化財調査センター）[3]。
- 2018年（平成30年）度以降、発掘調査（奈良市教育委員会文化財課埋蔵文化財調査センター）[2]。
- 2023年（令和5年）1月25日、奈良市教育委員会と奈良県立橿原考古学研究所は、2m37cmの国内最大の蛇行剣と、過去に類例の無い鼉龍文盾形銅鏡（だりゅうもんたてがたどうきょう）が発見されたと発表した[12][13][7][8][9][10]。

## 文化財

### 重要文化財（国指定）
- 大和富雄丸山古墳出土品 一括（考古資料） - 明細は以下。京都国立博物館保管。1957年（昭和32年）2月19日指定[4]。
  - 斧頭形石製品 9箇
  - 刀子形石製品 6箇
  - 鑿形石製品 1箇
  - 鑓鉋形石製品 1箇
  - 鍬形石 2箇
  - 琴柱形石製品 12箇
  - 碧玉合子 2合
  - 碧玉管玉 17箇
  - 有鉤釧形銅製品 1箇
  - 銅板 2枚

### その他
- 三角縁神獣鏡 3面 - 国の重要美術品。伝富雄丸山古墳出土、天理大学附属天理参考館保管。
  - 三角縁画文帯五神四獣鏡
  - 三角縁吾作銘四神四獣鏡
  - 三角縁画像文帯盤龍鏡

なお、弥勒寺（奈良市中町）の伝世品である三角縁吾作銘二神二獣鏡（奈良市指定有形文化財）を富雄丸山古墳出土品とする説があったが、上記出土品とは明らかに時期が異なるため、現在では否定の向きが強い。

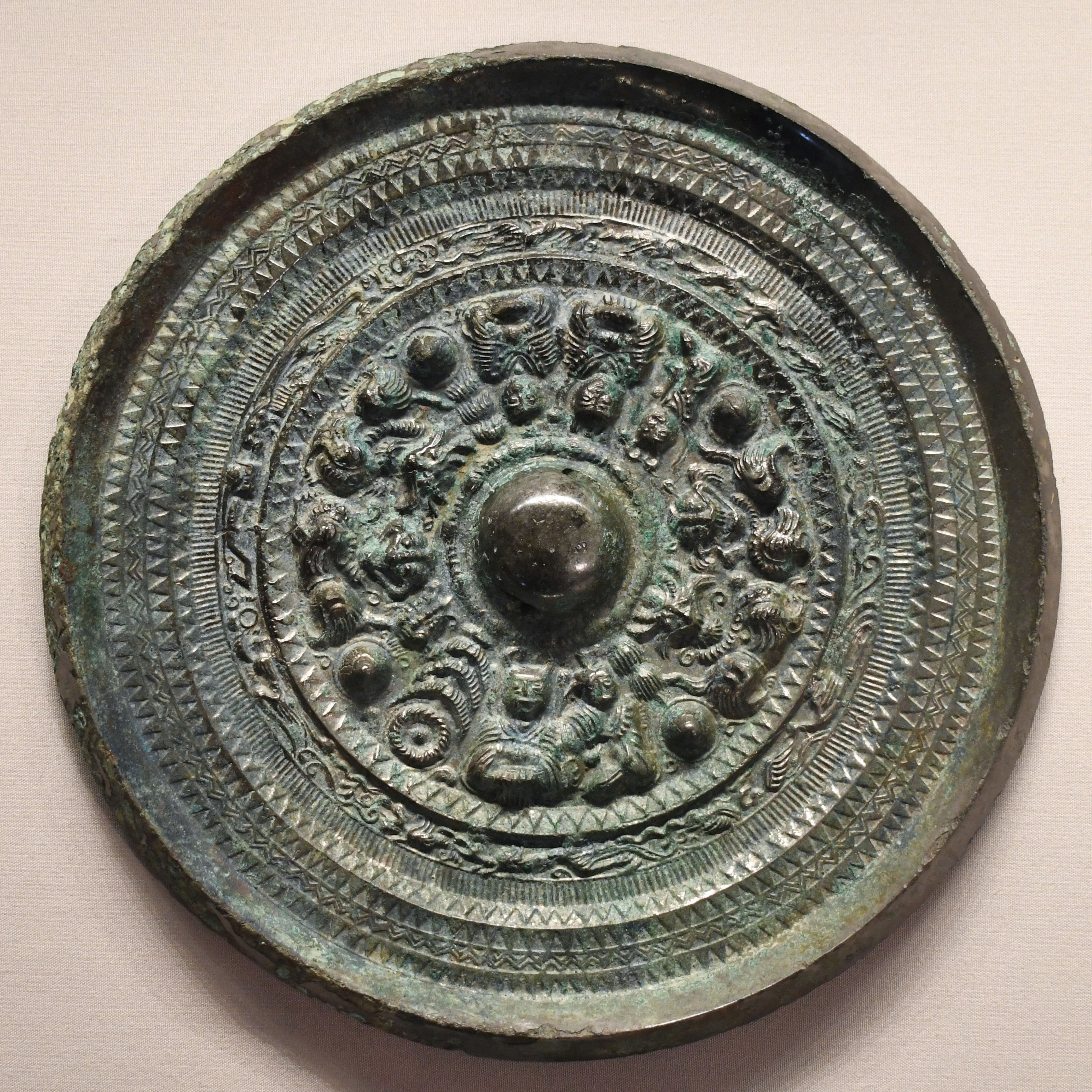
三角縁画文帯五神四獣鏡（国の重要美術品） 天理大学附属天理参考館展示。
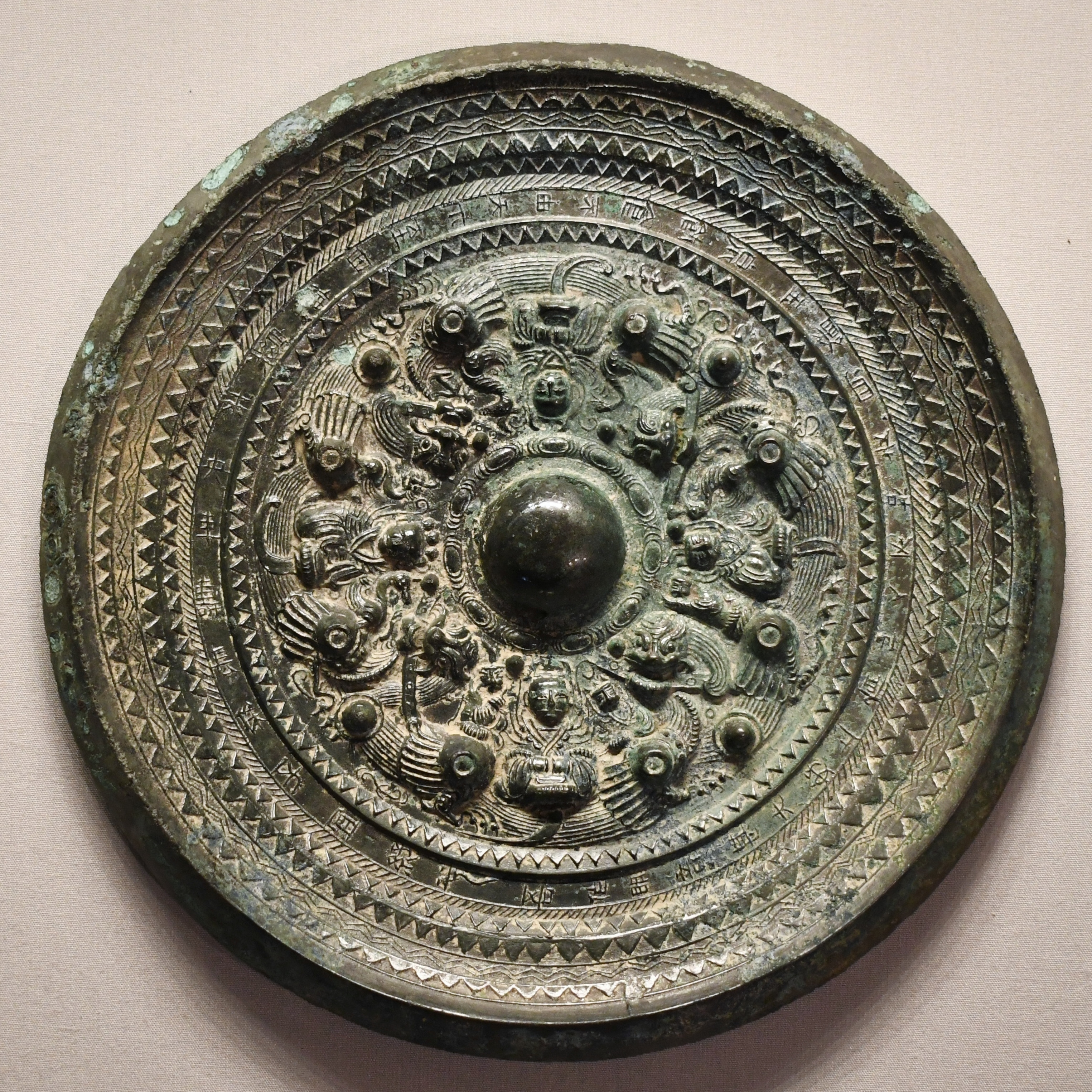
三角縁吾作銘四神四獣鏡（国の重要美術品） 天理大学附属天理参考館展示。
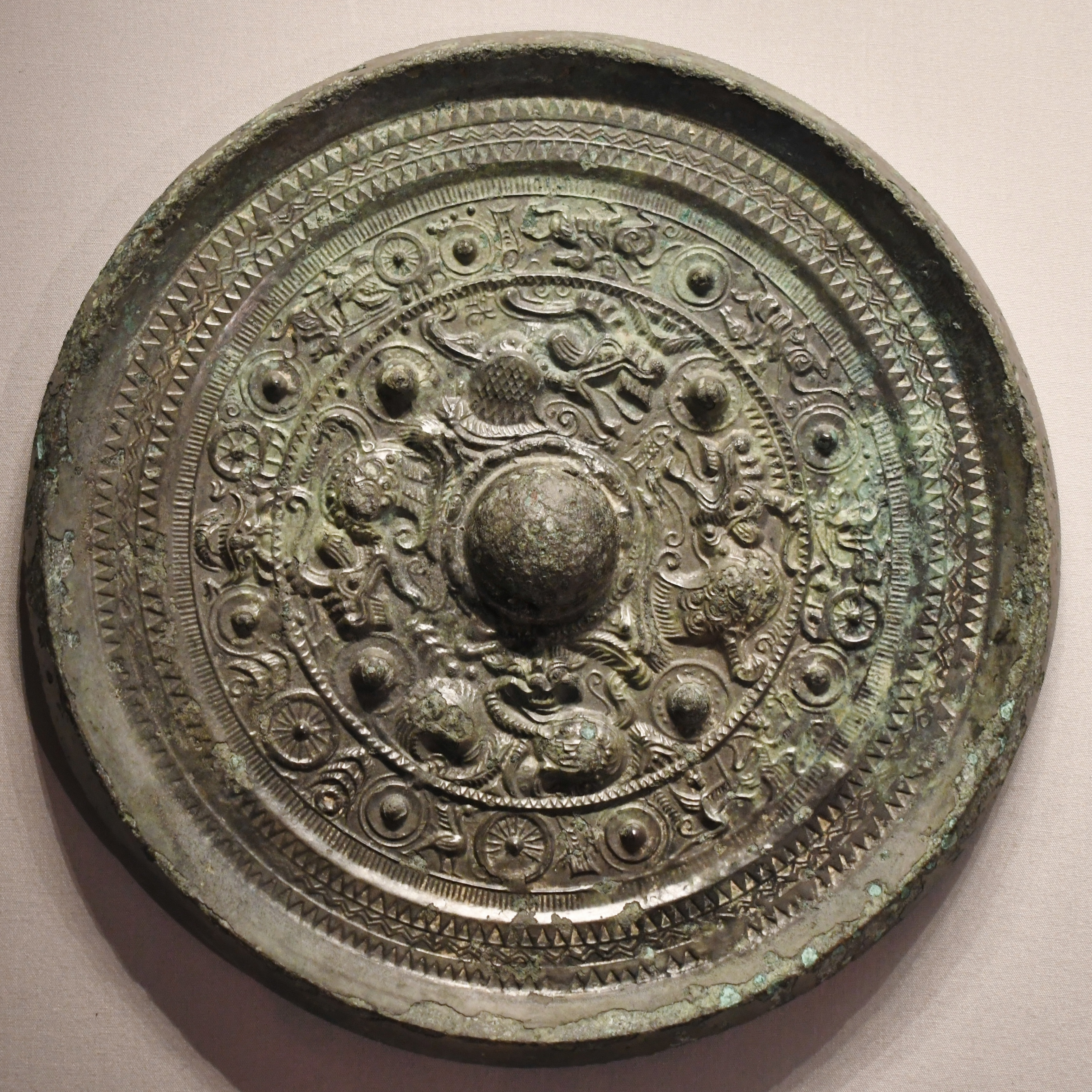
三角縁画像文帯盤龍鏡（国の重要美術品） 天理大学附属天理参考館展示。